# Chapelle Notre-Dame de l'Annonciation de l'hôpital Charles-Foix
 (mars 2024).
Si vous disposez d'ouvrages ou d'articles de référence ou si vous connaissez des sites web de qualité traitant du thème abordé ici, merci de compléter l'article en donnant les références utiles à sa vérifiabilité et en les liant à la section « Notes et références ».
La chapelle Notre-Dame de l'Annonciation de l'hôpital Charles-Foix est une église catholique située au 7 avenue de la République, sur la commune d'Ivry-sur-Seine. Elle esr placée au centre de la cour d'honneur de l'hôpital Charles-Foix,. Elle est la plus grande chapelle du Val-de-Marne.
Elle a conservé l'ancien nom de l'hôpital : Hôpital Notre-Dame-de-L'Annonciation dit Hospice des Incurables.

## Historique

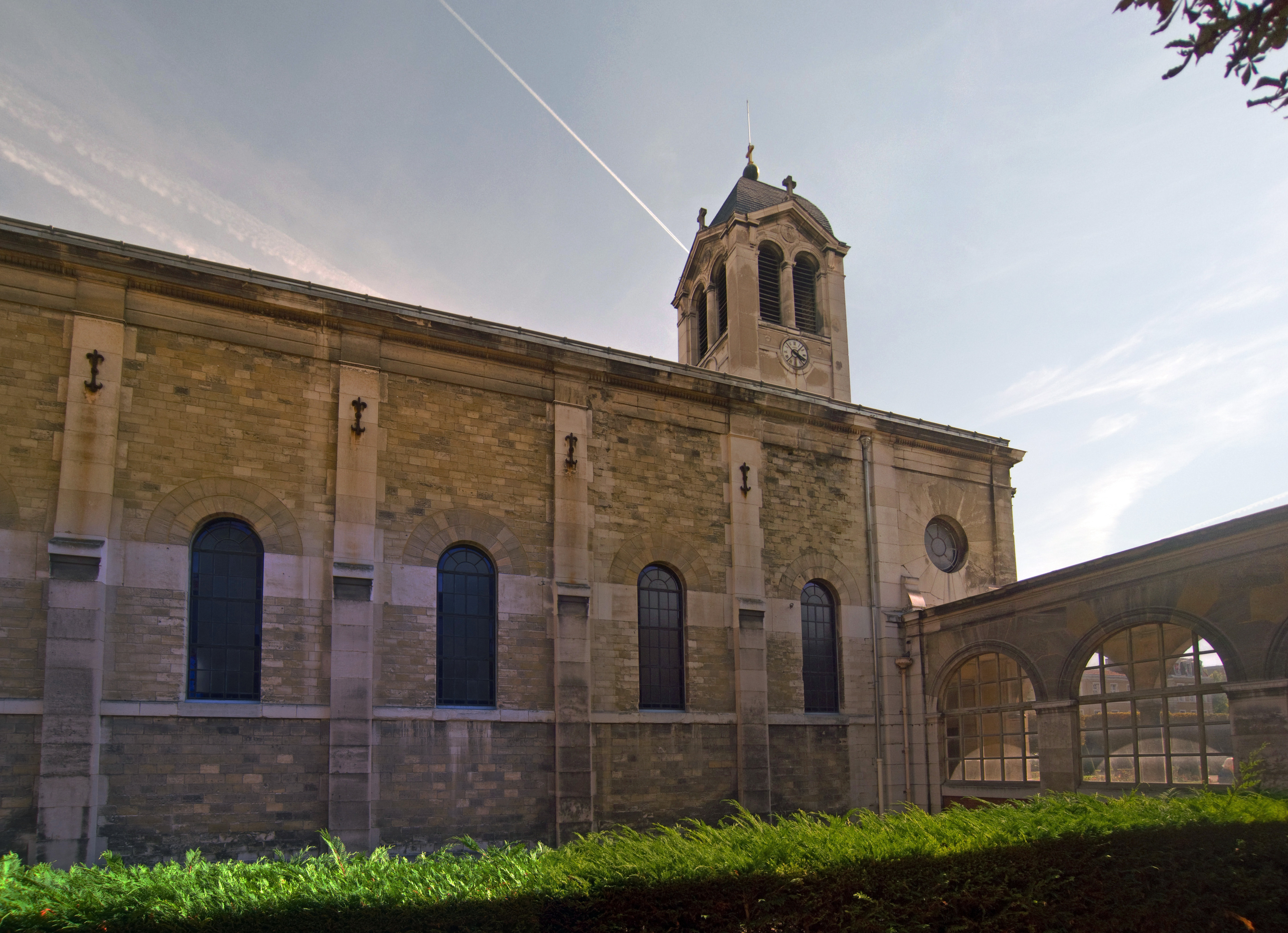
Mur latéral de la chapelle.

Cette chapelle offre le premier exemple de charpente métallique appliqué à un édifice religieux.

## Description

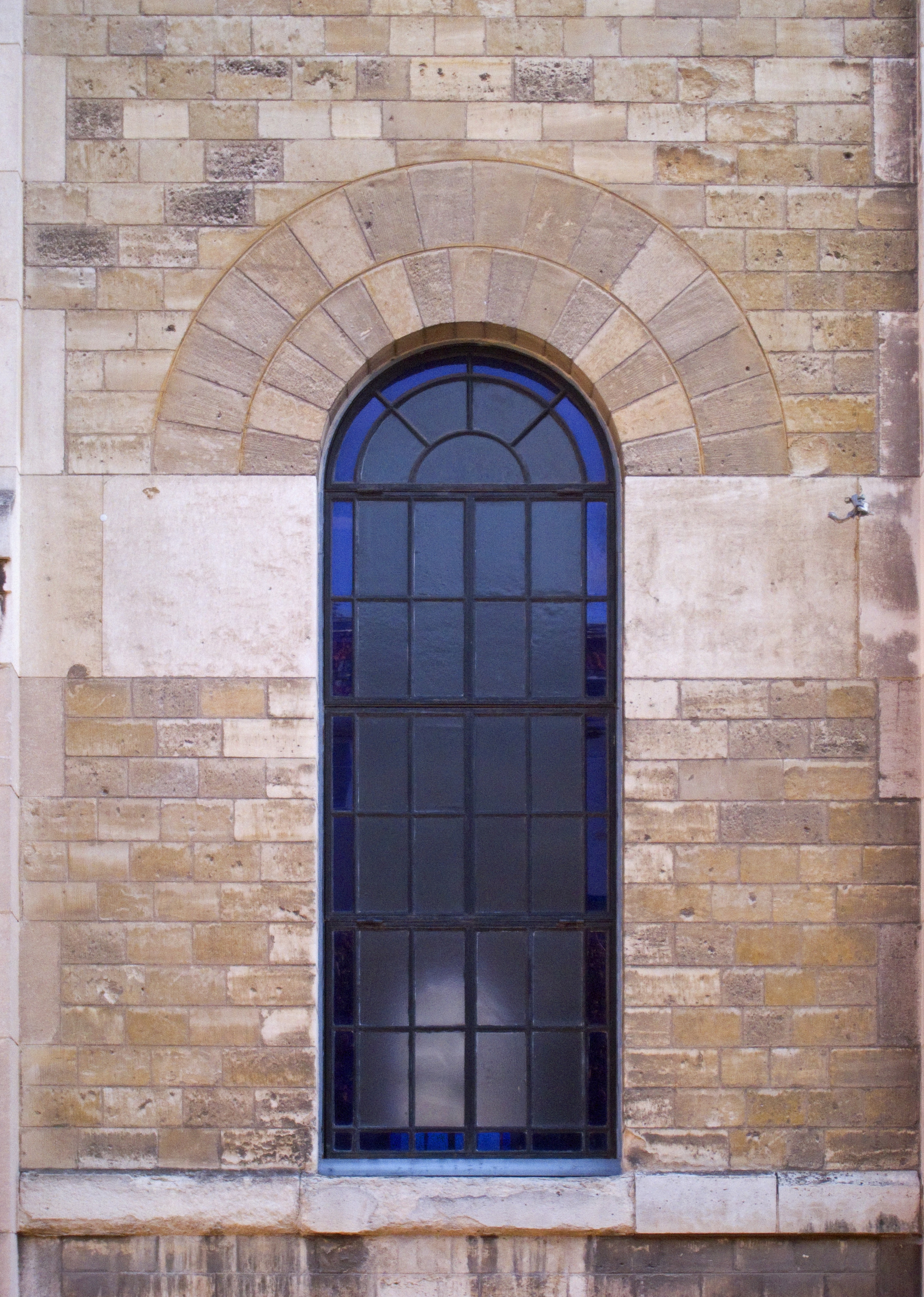
Vitraux de la chapelle.

Elle se présente sous l'aspect d'une vaste église à nef bordée de colonnes avec bas-côtés et transept. La façade était autrefois ornée des statues des quatre évangélistes.
L'intérieur est typique d'une chapelle d'hôpital du XIXe siècle : murs de teinte grisée, chaire à prêcher simple, vitraux transparents ornés de liserés de couleur.
Elle abrite un orgue ancien, construit par la manufacture Merklin-Schutze en 1869.
Le cardinal de La Rochefoucauld y est enterré, dans un cénotaphe en marbre, œuvre de Philippe de Buyster.
Une partie du mobilier liturgique est classée, dont l'ensemble du maître-autel (autel, tabernacle, retable).